# Линге

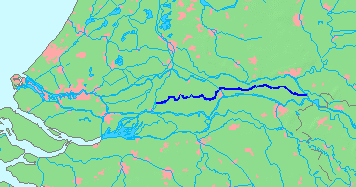

Линге (нидерл. Linge) — река в Нидерландах, протекает по области Бетюве провинции Гелдерланд, а также по восточной части провинции Южная Голландия. Длина реки немногим более 100 км, что делает её одной из самых длинных рек, расположенных полностью внутри страны.
Река начинается недалеко от границы с Германией, у деревни Дорненбург, затем течёт на запад между рукавами Ваалом и Недер-Рейном до пересечения с каналом Амстердам-Рейн недалеко от Тила. После этого река начинает меандрировать, протекает через населённые пункты Гелдермалсен и Лердам и сливается с Бовен-Мерведе недалеко от Горинхема. До Гелдермалсена Линге больше похожа на ручей, после же становится больше похожа на реку с дамбами и заливными лугами. Приблизительно до 1307 года Линге являлась рукавом Ваала.
Линге судоходна для небольших судов и является популярным рекреационным маршрутом — берега реки в Бетюве поросли яблонями, которые цветут в весенний период.